# Francesco Maria Pandolfi Alberici
Pour les articles homonymes, voir Pandolfi et Alberici.
Francesco Maria Pandolfi Alberici (né le 18 mars 1764 à Orvieto en Ombrie, et mort le 3 juin 1835 à Rome) est un cardinal italien du XIXe siècle. 

## Biographie
Francesco Maria Pandolfi Alberici est préfet de la Maison pontificale. Le pape Grégoire XVI le crée cardinal in pectore lors du consistoire du 30 septembre 1831. Sa création est publiée le 2 juillet 1832.

### Sources
- Fiche du cardinal Francesco Maria Pandolfi Alberici sur le site de la Florida International University